# Автогара Шумен
Автогара Шумен е единствената автогара в град Шумен, тя е и най-голямата в област Шумен. Създадена е през 1959 г. Разполага с 11 сектора, от които един е за международните линии. Разположена е на бул. „Ришки проход“ № 18, близо до центъра на града и Градската градина, на метри от железопътна гара Шумен. От 1992 г. тя е собственост на „Пътнически автотранспорт“ ООД, с адрес бул. „Ришки проход“ № 29. От 2011 г. неѝн управител е Галин Банков.

## История
Автогара Шумен е приемник на „Автокомбинат Шумен“, съществуващ от 1959 г. На 19 февруари 1992 г., след решение на Общински съвет – Шумен е създадено дружеството „Пътнически автотранспорт“ – Шумен. От създаването си то се ръководи от инж. Иван Ганев Банков (1941 – 2020). На 28 юни 2011 г. управител става синът му Галин Иванов Банков.

## Билети и абонаментни карти
От март 2018 г. започват да се издават абонаментни карти за пенсионери над 65 години и за многодетни майки с деца до 18 години.
Цени на билетите на Обществения градски транспорт в Шумен през годините:
- до януари 2003 г.: 30 ст[7]
- от януари 2003 г.: 40 ст[7]
- до март 2011 г.: 70 ст[8]
- от март 2011 г.: 80 ст[8]
- от март 2012 г.: 90 ст[9]
- от март 2012 г.: 1,00 лв[10]
- от април 2022 г.: 1,30 лв[11]
- от септември 2022 г.: 1,50 лв[11]

## Направления

### Междуселищни линии
| Междуселищни линии към юни 2025 г., обявени от „Пътнически автотранспорт“ – Шумен. Автобуси тръгващи от автогара Шумен: | Междуселищни линии към юни 2025 г., обявени от „Пътнически автотранспорт“ – Шумен. Автобуси тръгващи от автогара Шумен: | Междуселищни линии към юни 2025 г., обявени от „Пътнически автотранспорт“ – Шумен. Автобуси тръгващи от автогара Шумен: | Междуселищни линии към юни 2025 г., обявени от „Пътнически автотранспорт“ – Шумен. Автобуси тръгващи от автогара Шумен: |
| --- | --- | --- | --- |
| Автобусна линия | Час на тръгване | Маршрут | Дни |
| Шумен – Коньовец | 7:10, 11:30, 16:30 | Шумен – разклона за квартал Макак – село Коньовец | |
| Шумен – Царев брод | 6:55, 11:30, 13:45, 17:40, 19:40                                                                                        | Шумен – разклона за квартал Макак – квартал Макак – разклона за село Коньовец – село Царев брод | |
| Шумен – Друмево | 7:00 | Шумен – спирка „Товарно 1“ – спирка „Тракия-юг“ – спирка „Екарисаж“ – село Васил Друмев – село Илия Блъсково – село Благово – село Овчарово (някой дни продължава към: село Костена река – село Кладенец – село Друмево) | всеки ден |
| Шумен – Дибич | 7:00, 12:00 | Шумен – разклон за село Дибич – село Дибич | делнични дни |
| Шумен – Черни връх | 8:00, 14:30 | Шумен – разклон за село Дибич – село Радко Димитриево – спирки 1 и 2 на село Ивански – село Кълново – спирка 1 на село Янково – село Бял бряг спирка 2 на село Янково – село Ново Янково – село Черни връх | всеки ден |
| Шумен – Мадара | | Шумен – „Хан Омуртаг“ АД – разклона за квартал Мътница – село Мадара | |
| Шумен – Косово | 7:00, 13:00, 17:00 | Шумен – „Хан Омуртаг“ АД – разклона за квартал Мътница – село Мадара – село Кюлевча – спирки 1 и 2 на село Марково – село Косово | всеки ден, неделя само в 13:00 ч.                                                                                       |
| Шумен – Кюлевча | 18:30 | Шумен – „Хан Омуртаг“ АД – разклона за квартал Мътница – село Мадара – село Кюлевча | делнични дни |
| Шумен – Каолиново | 7:00, 15:10 | Шумен – 5-ти км. на магистрала „Хемус“ – село Панайот Волово – Птицекомбинат, разклон за село Върбак – село Хитрино – село Каменяк – село Хитрино – разклона за село Близнаци – село Близнаци – село Габрица – село Черноглавци – село Сини вир – село Омарчево – село Тъкач – Каолиново – квартал „Кус“ | всеки ден |
| Шумен – Загориче | 9:00 | Шумен – 5-ти км. на магистрала „Хемус“ – село Панайот Волово – Птицекомбинат – разклона на село Върбак – Хитрино – разклона на село Сливак – разклонна на село Близнаци – разклон Страхилица – разклона на село Дренци – село Венец – село Осеновец – село Изгрев – село Климент – село Пристое – село Браничево – село Загориче | всеки ден |
| Шумен – Добри Войниково                                                                                                 | 18:00 | Шумен – 5-ти км. на магистрала „Хемус“ – село Панайот Волово – Птицекомбинат – село Върбак – село Хитрино – село Каменяк – село Хитрино – село Добри Войниково | делнични дни |
| Шумен – Каолиново | 10:30, 15:30 | Шумен – разклона на квартал Макак – село Царев брод – Радио-релейна станция – ж.п. прелез Златна нива – село Златна нива – село Върбяне – село Правенци – село Избул – село Войвода, разклона на село Лиси връх – село Долина – село Лятно – квартал „Кус“ – Каолиново | всеки ден, събота в 15:30 ч.                                                                                            |
| Шумен – Нови пазар | | Шумен – „Хан Омуртаг“ АД – квартал Мътница – Каспичан – Нови пазар | |
| Шумен – Сини вир | 11:30 | Шумен – разклона на квартал Макак – село Царев брод – жп спирка Велино – село Велино – село Живково – село Иглика – село Становец – село Сини вир | всеки ден |
| Шумен – Черноглавци | 18:00 | Шумен – разклона на квартал Макак – село Царев брод – жп спирка Велино – село Велино – село Живково – село Иглика – село Становец – село Сини вир – село Черноглавци | делнични дни |
| Шумен – Хитрино | 6:50; 16:30 | Шумен – разклона на квартал Макак – село Царев брод – жп спирка Велино – село Велино – село Живково – село Иглика – село Калино – село Близнаци – разклона на село Близнаци – село Сливак – село Хитрино | 6:50 ч. в делнични дни, 16:30 ч. всеки ден                                                                              |
| Шумен – Върбица | 13:30, 15:00, 18:30 | Шумен – квартал Дивдядово – село Хан Крум – разклона на село Миланово – Велики Преслав – спирка „Авджия“ – язовир Тича – разклона на село Сушина – базата до село Иваново – село Иваново – разклона на село Сушина – село Сушина – село Ловец – село Конево – разклона на село Кьолмен – село Менгишево – разклона на село Станянци – Върбица | делнични дни, след 15:00 ч. в събота и в неделя                                                                         |
| Шумен – Варна | 7:30 | Шумен – „Балканстрой“ – квартал Мътница – Каспичан – Нови пазар – разклона на село Стан – разклона на село Зайчино Ореше – разклона на село Белоградец – село Ветрино – село Неофит Рилски – Девня – Варна | всеки ден |
| Шумен – Варна | | Шумен – Варна | |
| Шумен – Русе | 7:30 | Шумен – 5-ти км. на магистрала „Хемус“ – разклона на село Белокопитово – село Струйно – разклона на село Развигорово – разклона на село Звегор – разклона на село Твърдинци – разклона на село Тервел – разклона на село Бели Лом – разклона на язовир Бели Лом – разклона на село Гороцвет – разклона на село Каменар – село Ушинци – Разград – село Гецово – разклона на село Балкански – село Осенец – разклона на село Езерче – Цар Калоян – село Писанец – разклона на село Бъзън – Русе                                          | всеки ден |
| Шумен – Добрич | 6:45 | Шумен – „Балканстрой“ – квартал Мътница – Каспичан – Нови пазар – разклона на село Стоян Михайловски – разклона на село Памукчии – село Мировци – село Красен дол – село Каравелово – село Пет могили – село Векилски – село Радан войвода – село Генерал Колево – село Стефан Караджа – село Червенци – село Бдинци – село Владимирово – село Орлова могила – село Долина – село Одринци – Добрич | петък, събота и неделя                                                                                                  |
| Шумен – Силистра | 6:30 | Шумен – 5-ти км. на магистрала „Хемус“ – село Панайот Волово – разклона на село Върбак – село Хитрино, разклона на село Близнаци – разклона на село Страхилица – разклона на село Дренци – село Венец – разклона на село Осеновец – село Изгрев – село Климент – село Пристое – село Браничево – село Загориче – разклона на село Раздел – жп гара Дулово – Дулово – разклона на село Межден – село Черковна – разклона на село Цар Асен – разклона на квартал Попово – Алфатар – разклона на село Бабук – село Калипетрово – Силистра | всеки ден |
| Шумен – Дулово | 8:15 | Шумен – „Балканстрой“ – квартал Мътница – Каспичан – Нови пазар – село Стоян Михайловски – село Жилино – разклона на село Войвода – село Църквица – село Хърсово – село Ружица – село Никола Козлево – село Вълнари – село Дойранци – село Тодор Икономово – село Секулово – село Грънчарово – разклона на село Раздел – жп гара Дулово – Дулово | всеки ден |
| Шумен – Грънчарово | 17:10 | Шумен – „Балканстрой“ – квартал Мътница – Каспичан – Нови пазар – село Стоян Михайловски – село Жилино – разклона на село Войвода – село Църквица – село Хърсово – село Ружица – село Никола Козлево – село Цани Гинчево – село Никола Козлево – село Вълнари – село Дойранци – село Тодор Икономово – село Секулово – село Грънчарово | всеки ден без неделя |
| Шумен – Тервел | 14:00 | Шумен – „Балканстрой“ – квартал Мътница – Каспичан – Нови пазар – село Стоян Михайловски – село Жилино – разклона на село Войвода – село Църквица – село Хърсово – село Ружица – село Никола Козлево – село Цани Гинчево – село Зърнево – село Орляк – село Жегларци – разклона на село Кочмар – Тервел | петък и неделя |
| Шумен – Овчарово | 17:30 | Шумен – село Овчарово | всеки ден |
| Шумен – Янково | 17:50 | Шумен – село Янково | делнични дни без петък                                                                                                  |
| Шумен – Никола Козлево                                                                                                  | 14:00 | Шумен – село Никола Козлево | събота |

### Вътрешноградски линии
Вътрешноградски линии към юни 2025 г., обявени от „Пътнически автотранспорт“ – Шумен:
- линия № 2: ДШП – Съда – квартал „Боян Българанов“ – Пети полк – Пазара – „Руски паметник“ – ДШП
- линия № 3: ДШП – „Руски паметник“ – Пазара – Пети полк – квартал „Боян Българанов“ – Съда – ДШП
- линия № 4: квартал „Еверест“ – „Боян Българанов“ – Оборище – Пазара – „Руски паметник“ – ДШП
- линия № 5: квартал „Боян Българанов“ – Пети полк – Пазара – „Руски паметник“ – Пътни строежи
- линия № 5а: квартал „Боян Българанов“ – Болницата – Пазара – „Руски паметник“ – „Зиено“ (бивш завод за инструментална екипировка и нестандартно оборудване)
- линия № 6: квартал „Боян Българанов“ – Пазара – „Руски паметник“ – „Алкомет“ (завод за алуминиеви валцови и пресови продукти)
- линия № 61: квартал „Боян Българанов“ – Раковска – местността „Кьошкове“ – Пазара – „Руски паметник“ – „Зиено“
- линия № 7: квартал „Боян Българанов“ – Пети полк – Пазара – „Руски паметник“ – квартал Дивдядово
- линия № 71: квартал „Боян Българанов“ – Хирургически блок – Поликлиника – Пазара – „Руски паметник“ – квартал Дивдядово
- линия № 72: квартал Дивдядово – РУМ (бившият Районен универсален магазин) – Съединение – Раковска – квартал „Боян Българанов“
- линия № 8: квартал „Боян Българанов“ – Поликлиника – Биохимия – ВПИ (бившият Висш педагогически институт, днес Шуменски университет) – Гробищен парк – квартал Макак
- линия № 9: квартал „Боян Българанов“ – Нова поликлиника – Пазара – „Руски паметник“ – „Родопа“ – квартал „Тракия“-юг
- линия № 9а: квартал „Боян Българанов“ – Оборище – Пазара  – „Руски паметник“ – „Зиено“
- линия № 10: квартал „Боян Българанов“ – Раковска – Пазара – Автогара – Гараж
- линия № 11: квартал „Тракия“-юг – Механотехникум (ПГМЕТТ „Христо Ботев“)
- линия № 15: ДШП – Автогара – „Руски паметник“ – квартал „Тракия“-юг
- линия № 16: квартал „Боян Българанов“ – Пазара – „Руски паметник“ – квартал Мътница
- линия № 27: квартал Дивдядово – РУМ – „Руски паметник“ – Автогара – ДШП
- линия Царев брод: квартал „Боян Българанов“ – Поликлиника – Пазара – ВПИ – Гробищен парк – село Царев брод